# Bob Lay
Robert William „Bob“ Lay AM (* 20. März 1944 in Glebe, New South Wales; † 5. August 2022 in Melbourne) war ein australischer Sprinter.

## Biografie
Bob Lay war als Jugendlicher als Rugbyspieler erfolgreich und trat 1960 im Alter von 16 Jahren dem Western Suburbs Amateur Athletics Club bei. Sein internationales Debüt gab Lay bei den British Empire and Commonwealth Games 1962 in Perth. Dort schied er über 220 Yards im Halbfinale und über 100 Yards im Viertelfinale aus. Mit der australischen 4-mal-110-Yards-Stafette kam er auf den fünften Platz. Von 1963 bis 1965 wurde er dreimal in Folge Australischer Meister über 100 Yards.
Bei den Olympischen Sommerspielen 1964 in Tokio erreichte er über 100 m und in der 4-mal-100-Meter-Staffel jeweils das Halbfinale und über 200 m das Viertelfinale.
Ende 1968 beendete Lay seine Karriere und wurde erstmals Vater. Ein Jahr später zog er mit seiner Familie nach Darwin, wo er die Little Athletics gründete. Des Weiteren war Lay Präsident und Trainer des Darwin Athletics Club und Mitglied der Jaycees Community Group. Außerdem wurde er während dieser Zeit Vater von zwei weiteren Söhnen. 1973 zog die Familie nach Warrnambool, wo er als Präsident und Trainer beim Warrnambool Athletic Club fungierte. Bereits zwei Jahre später folgte der nächste Umzug nach Melbourne, hier wurde er Werbebeauftragter von Adidas in Australien. Nach 9 Jahren bei Adidas wurde er Geschäftsführer des Victorian Olympic Council.

## Persönliche Bestzeiten
- 100 Yards: 9,2 s, 10. März 1965, Sydney
- 100 m: 10,42 s, 14. Oktober 1964, Tokio (handgestoppt: 10,2 s, 16. Februar 1967, Melbourne)
- 200 m: 20,8 s, 7. März 1964, Adelaide